# Kohong
Kohong (čínsky 公行, pchin-jin gōngháng) byl obchodní cech, který působil v čínském městě Kuang-čou (Kanton) během dynastie Čching. Sloužil jako prostředník v obchodu mezi čínskou dynastií a zahraničními kupci. K zániku Kohongu došlo společně se zrušením kantonského systému po podpisu Nankingské smlouvy v roce 1842.

## Funkce
Po roce 1759 byl jediným čínským přístavem otevřeným pro zahraniční obchod s Evropany Kuang-čou (Kanton). V tomto přístavu mohla s pověřením čínské vlády s Evropany obchodovat skupina obchodnických rodin. Každé západní lodi byl přidělen čínský obchodník (případně čínská firma), který fungoval jako obchodní dohlížitel. Tito obchodníci se sdružovali do obchodního cechu zvaného Kohong a vykonávali rozkazy úředníka zvaného Hoppo, kterého jmenoval čínský císař. Hlavním úkolem Kohongu a Hoppa byl výběr daní z dovozu i vývozu.
Obchodníci z Kohongu byli také často Hoppem nuceni platit zvláštní poplatky na nejrůznější potřeby státu, což vedlo k tomu, že jim scházel kapitál na obchod s Evropany. Kvůli tomu se někteří obchodníci museli zadlužovat. Pokud tito obchodníci následně nemohli své dluhy splácet, nebo dokonce zbankrotovali, byl obchod s Evropany negativně ovlivněn, což mělo za následek kritiku ze strany Evropanů. I přes tyto rizika byl Kohong velmi lukrativní a někteří obchodníci byli díky němu schopni nahromadit značné bohatství.